# Cratere Isabel
Isabel è un cratere lunare di 1,22 km situato nella parte nord-occidentale della faccia visibile della Luna.